# Багтиярлик
Багтиярлик – концесійна територія на сході Турменістану, розробку газових родовищ якої веде китайська компанія China National Petroleum Corporation (CNPC).
Ще до розпаду СРСР на належній до Турменістану частині правобережжя Амудар’ї виявили цілий ряд газових родовищ, найбільшим з яких вважалось Самандепе. Втім, повномасштабне освоєння цих ресурсів стало можливим лише після укладання в 2007 році угоди про постачання туркменського газу до Китаю, на реалізацію якої спорудили трубопровід Центральна Азія – Китай. За розрахунками, родовища правобережжя мали забезпечити 13 із 30 млрд м3, які були необхідні для роботи із максимальною потужністю перших двох ниток цієї системи, що стали до ладу в 2010-му. При цьому на китайську компанію CNPC покладався обов’язок забезпечити розвиток газовидобутку (включно із розвідкою нових родовищ) на правобережжі в межах концесійної території, якій присвоїли назву «Багтиярлик» («Щастя»). Остання складається із західного блоку А, відомого як Самандепе, та східного блоку В, найменованого «Алтин Асир».
Розробка блоку А почалась із робіт на родовищі Самандепе, де в 2010 році ввели в дію газопереробний завод Самандепе, також відомий як ГПЗ-1. В 2021 році визначили переможця тендеру на облаштування ще шести родовищ західної ділянки – Гадин, Північний Гадин, Ілджик, Східний Ілджик, Кіштуван та Західний Кіштуван (в межах цього проекту належало спорудити 4 газозбірні пункти, які повинні забезпечити видобуток 1,8 млрд м3 газу на рік). 
На блоці В в першій половині 2010-х провели тендер на облаштування родовищ Бота, Тангуйи, Узингуйи (відомо, що вони були введені в розробку у 2015-му), Гірсан, Метеджан, Оджарли і Сандикли, при цьому в 2014-му став до ладу Газопереробний завод «Алтин-Асир», інакше відомий як ГПЗ-2. Крім того, в якийсь момент ввели в дію родовище Телекгуї, а в 2019-му почалась розробка родовищ Ходжагурлик, Східний Ходжагурлик та Джорамерген (за проектом мають забезпечувати видобуток 1,7 млрд м3 газу на рік). В 2020-му узялись за облаштування ще трьох родовищ блоку – Західний Джорамерген, Гокміяр та Дашрабат.
Також можливо відзначити, що менш ніж за два десятки кілометрів від ГПЗ-2 знаходиться нафтогазоконденсатне родовище Яшилдепе. Ще в першій половині 2000-х років туркменська сторона уклала угоду на зведення тут установки підготовки газу, яка б уможливила розробку газоконденсатних покладів. Втім, навесні 2009-го було прийняте рішення про переміщення замовленого обладнання на майданчик ГПЗ Багаджа, оскільки Яшилдепе входило до пакету домовленостей з китайською стороною (при цьому нафтові поклади Яшилдепе продовжують розроблятись Туркменістаном).
ГПЗ-1 та ГПЗ-2 сполучені трубопроводом довжиною 68 км та діаметром 900 мм.
Неподалік від ГПЗ-2 знаходяться компресорні станції, звідки беруть початок нитки А, В і С системи Центральна Азія – Китай.